# Nemo (rapper)
Nemo Mettler (født 3. august 1999), kendt mononymt som Nemo, er en schweizisk rapper og sanger, der spiller violin, klaver og trommer.
Nemo repræsenterede Schweiz ved Eurovision Song Contest 2024 og vandt konkurrencen med sangen "The Code". Nemo vandt suverænt juryafstemningen med 365 point hvor Nemo fik 12 point fra 22 lande, men blev kun nr. 5 hos seerne med 226 point og dermed vandt samlet med 591 point.

## Privatliv
Nemo oplyste i november 2023 i et interview, at de identificerer sig som non-binær og vil omtales med pronominerne "de/dem".